# الفساد في الكاميرون
يعرف الفساد في الكاميرون انتشارا كبيرا خاصة في الآونة الأخيرة (العقد الثاني من القرن الواحد والعشرين) وقد سبق لتومسون رويترز أن صرح قائلا أن الفساد في الكاميرون سري للغاية وأنها ظاهرة تُشكل خطرا كبيرا على البلاد، هذا بالإضافة إلى أن الكاميرون كان ولا زال يعاني من «مشاكل مستمرة مع الفساد» بحسب بي بي سي نيوز. في تقرير مؤشر مدركات الفساد (2014) الصادر من قبل منظمة الشفافية الدولية فقد احتلت الكاميرون المرتبة 136 من أصل 175 دولة مما يعني من أن الكاميرون من أكثر الدول فسادا في العالم، حيث أن الشرطة تعتبر المؤسسات الكاميرونية الأكثر فسادا في الحكومة وهي السبب المباشر وراء الوضعية الكاميرونية من الناحية الاقتصادية.
اتخذت حكومة الكاميرون بعض الخطوات لمعالجة مشكلة الفساد في البلاد، وقصد زيادة الشفافية في قطاع النفط، انضمت الدولة إلى مبادرة الشفافية في الصناعات الاستخراجية في أواخر عام 2013، كما قامت بمحاكمة الفاسدين خاصة الوزراء منهم، ولعل أبرزهم كان الوزير افرايم إينوني الذي حُكم عليه بالسجن لمدة 20 عاما في عام 2013 بتهمة اختلاس الأموال وتبييضها. وتشهد العديد من القطاعات في الكاميرون نسبة ودرجة فساد عالية جدا مثل قطاع الجمارك الذي يهتم بالمشتريات العامة، مما يُشكل عقبة كبيرة أمام ممارسة الأعمال التجارية في الكاميرون بكل حرية وقانونية.
يُعتبر السياسي والباحث الأمريكي ديفيد واليشينشكي أن رئيس الكاميرون بول بيا إلى جانب ثلاثة آخرين وهم روبرت موغابي رئيس زيمبابوي، تيودورو أوبيانغ رئيس غينيا الاستوائية ومسواتي الثالث رئيس سوازيلاند أكثر الحكام المستبدين والفاسدين في العالم، ويصف ديفيد العملية الانتخابية في الكاميرون بالفاشلة، حيث أنها تمر دائما في نفس الشروط، ففي كل بضع سنوات، يقوم بيا بالتعديل في أساسيات الانتخابات لتبرير استمرار حكمه، ولكن هذه الانتخابات ليست لها مصداقية البتة على حد تعبير ديفيد.

## وصلات خارجية
- ملف الفساد الشخصي في الكاميرون